# Keller József
Keller József (Nagykanizsa, 1965. szeptember 25. –) magyar labdarúgó, az FTC korábbi játékosa, a klub örökös bajnoka, 1989-ben az év labdarúgója Magyarországon.

## Pályafutása

### Klubcsapatban
Keller 1984-ben került a Ferencvároshoz, előtte a másodosztályú nagykanizsai csapatban szerepelt egy rövid ideig. Nem sokkal korábban Bicskei Bertalan vezetésével megnyerte az U18-as válogatottal az utánpótlás-Eb-t, a magyar labdarúgás egyik utolsó nagy sikerét aratva. Első ferencvárosi időszakában 12 évet töltött a klubnál, ezután 4 évre a francia másodosztályú Red Star Saint-Ouen csapatához szerződött. A magyar klubhoz 2000-ben tért vissza, itt 2005-ig játszott, az utolsó években Pintér Attila pályaedzőjeként párhuzamosan. A Ferencvárosnál töltött 18 év alatt 4 bajnoki- (1992, 1995, 1996, 2001) és 5 kupagyőzelmet (1991, 1993, 1994, 1995, 2001) szerzett, ezenkívül játszhatott a csapattal a Bajnokok Ligájában is. Bár a Ferencváros 2004-ben is bajnok lett, Keller ősszel a Honvéd keretének tagja volt, a tavaszi szezonban pedig egyszer sem lépett pályára. A Ferencváros után, afféle levezetésként pár évet játszott a megyei első osztályú Velence csapatában is.

### A válogatottban
1986 és 1994 között 29 alkalommal szerepelt a válogatottban. 1986 és 1988 között négyszeres olimpiai válogatott volt.

## Sikerei, díjai
- Ifjúsági Európa-bajnokság
  - aranyérmes: 1984, Szovjetunió
- Magyar bajnokság
  - bajnok (4 alkalommal): 1991-1992, 1994-1995, 1995-1996, 2000-2001
- Magyar Kupa
  - győztes (5 alkalommal): 1991, 1993, 1994, 1995, 2001
- Az év labdarúgója: 1989

## Statisztika

### Mérkőzései a válogatottban
| Magyarország | Magyarország         | Magyarország                           | Magyarország   | Magyarország | Magyarország  | Magyarország | Magyarország | Magyarország |
| #            | Dátum                | Helyszín                               | Hazai          | Eredmény     | Vendég        | Kiírás       | Gólok        | Esemény      |
| ------------ | -------------------- | -------------------------------------- | -------------- | ------------ | ------------- | ------------ | ------------ | ------------ |
| 1.           | 1986. szeptember 9.  | Oslo, Ullevaal Stadion                 | Norvégia       | 0 – 0        | Magyarország  | barátságos   | -            |              |
| 2.           | 1986. október 15.    | Budapest, Népstadion                   | Magyarország   | 0 – 1        | Hollandia     | Eb-selejtező | -            | 46'          |
| 3.           | 1987. szeptember 9.  | Glasgow, Hampden Park                  | Skócia         | 2 – 0        | Magyarország  | barátságos   | -            |              |
| 4.           | 1987. december 2.    | Budapest, Üllői úti Stadion            | Magyarország   | 1 – 0        | Ciprus        | Eb-selejtező | -            |              |
| 5.           | 1988. május 17.      | Budapest, Népstadion                   | Magyarország   | 0 – 4        | Ausztria      | barátságos   | -            | 86'          |
| 6.           | 1988. szeptember 21. | Reykjavík, Laugardarsvöllur            | Izland         | 0 – 3        | Magyarország  | barátságos   | -            |              |
| 7.           | 1988. november 15.   | Pireusz, Karaiszkákisz Stadion         | Görögország    | 3 – 0        | Magyarország  | barátságos   | -            | 59'          |
| 8.           | 1988. december 11.   | Ta’ Qali                               | Málta          | 2 – 2        | Magyarország  | vb-selejtező | -            |              |
| 9.           | 1989. április 4.     | Budapest, Népstadion                   | Magyarország   | 3 – 0        | Svájc         | barátságos   | -            |              |
| 10.          | 1989. április 12.    | Budapest, Népstadion                   | Magyarország   | 1 – 1        | Málta         | vb-selejtező | -            |              |
| 11.          | 1989. április 26.    | Taranto, Jacovone Stadion              | Olaszország    | 4 – 0        | Magyarország  | barátságos   | -            |              |
| 12.          | 1989. június 4.      | Dublin, Landsdowne Road                | Írország       | 2 – 0        | Magyarország  | vb-selejtező | -            |              |
| 13.          | 1989. szeptember 6.  | Belfast, Windsor Park                  | Észak-Írország | 1 – 2        | Magyarország  | vb-selejtező | -            |              |
| 14.          | 1989. október 11.    | Budapest, Népstadion                   | Magyarország   | 2 – 2        | Spanyolország | vb-selejtező | -            | 71'          |
| 15.          | 1989. október 25.    | Budapest, Népstadion                   | Magyarország   | 1 – 1        | Görögország   | barátságos   | -            |              |
| 16.          | 1989. november 15.   | Sevilla, Ramón Sánchez Pizjuan Stadion | Spanyolország  | 4 – 0        | Magyarország  | vb-selejtező | -            |              |
| 17.          | 1990. szeptember 5.  | Budapest, Megyeri úti Stadion          | Magyarország   | 4 – 1        | Törökország   | barátságos   | -            | 46'          |
| 18.          | 1990. szeptember 12. | London, Wembley Stadion                | Anglia         | 1 – 0        | Magyarország  | barátságos   | -            |              |
| 19.          | 1991. december 4.    | León                                   | Mexikó         | 3 – 0        | Magyarország  | barátságos   | -            |              |
| 20.          | 1991. december 8.    | San Salvador                           | Salvador       | 1 – 1        | Magyarország  | barátságos   | -            |              |
| 21.          | 1992. március 25.    | Budapest, Népstadion                   | Magyarország   | 2 – 1        | Ausztria      | barátságos   | -            |              |
| 22.          | 1992. május 27.      | Stockholm, Råsunda Stadion             | Svédország     | 2 – 1        | Magyarország  | barátságos   | -            | 46'          |
| 23.          | 1992. június 3.      | Budapest, Népstadion                   | Magyarország   | 1 – 2        | Izland        | vb-selejtező | -            |              |
| 24.          | 1992. szeptember 9.  | Luxembourg, Municipal Stadion          | Luxemburg      | 0 – 3        | Magyarország  | vb-selejtező | -            |              |
| 25.          | 1994. március 23.    | Linz                                   | Ausztria       | 1 – 1        | Magyarország  | barátságos   | -            | 46'          |
| 26.          | 1994. április 20.    | Koppenhága                             | Dánia          | 3 – 1        | Magyarország  | barátságos   | -            |              |
| 27.          | 1994. május 4.       | Krakkó                                 | Lengyelország  | 3 – 2        | Magyarország  | barátságos   | -            |              |
| 28.          | 1994. május 18.      | Győr, Rába ETO Stadion                 | Magyarország   | 2 – 2        | Horvátország  | barátságos   | -            |              |
| 29.          | 1994. június 1.      | Eindhoven, Philips Stadion             | Hollandia      | 7 – 1        | Magyarország  | barátságos   | -            |              |
|              | Összesen             |                                        |                | 29           | mérkőzés      |              | 0            | gól          |